# Garrett Strommen
Garrett Strommen (* 8. Oktober 1982) ist ein US-amerikanischer Schauspieler.

## Leben
Als Schauspieler war Strommen unter anderem in dem Film Ich träumte von Afrika sowie in den Fernsehserien CSI: NY und Heroes zu sehen.

## Filmografie
- 2000: Ich träumte von Afrika
- 2003: Cold Case – Kein Opfer ist je vergessen
- 2005: Eine himmlische Familie
- 2006: CSI: NY
- 2009: Heroes
- 2011: About Fifty